# Олимпия (футбольный клуб, Замбрув)
«Олимпия» (пол. Olimpia) — польский футбольный клуб из Замбрува, выступающий во Второй лиге.

## Достижения
- Выступления в Третьей лиге: 1982/83, 1990/91, 1991/92, 1992/93, 1994/95, 1996/97, 1997/98[1]
- Кубок Польши — округ «Ломжа»: одиннадцатое место
- Выход во Вторую лигу: 2011

## Тренеры
С сезона 2002/2003.
- Збигнев Станьчик
- Славомир Сасиновский
- Анджей Барт
- Яцек Техманьский
- Адам Поплавский
- Гжегож Шершенович
- Камил Росиньский
- Дариуш Коссаковский
- Збигнев Скочилас
- Кшиштоф Залевский, Войцех Кобешко